# 持永只仁
持永 只仁（もちなが ただひと、1919年3月3日 - 1999年4月1日）は、日本のアニメーション監督、人形アニメーション作家。

## 人物
芸術映画社でアニメーションの世界に入り、満州映画協会入社後、日本敗戦後も中国東北部に残留して中国名「方明」でアニメーション映画を製作し続け、中華人民共和国建国後は上海に移動して上海美術映画製作所の前身となるアニメスタジオの設立に携わった。帰国後、人形アニメーション映画の製作に関わる。日本アニメーション協会名誉会員。中国にはその貢献を称えて「持永只仁賞」「持永只仁奨学金」などが存在している。

### 年譜
- 1919年3月3日 - 東京市神田錦町生まれ。
- 1928年 - 小学校3年次に両親の郷里である佐賀県佐賀市に移り、西与賀小学校に転入、のち旧制龍谷中学校・高等学校に進学。この頃より美術に長け、またアニメーション映画に傾倒する[3]。
- 1938年3月 - 日本美術学校図案応用科卒業。東京女子美術工芸学校、東京宝塚劇場舞台課等で働く[3]。
- 1939年12月15日 - 芸術映画社入社[3]、漫画映画班でアニメ制作に従事。瀬尾光世の下で日本で初めての多層式アニメ撮影台（マルチプレーンカメラ）を開発。
- 1943年 - 海軍省の企画した国産アニメ『桃太郎の海鷲』で撮影や技術などを担当し、多層式アニメ撮影台を駆使した[4]。
- 1945年 - 満州へ渡り、満州映画協会に入社。敗戦後も中国に残り、同年10月1日に設立された東北電影公司の事業立ち上げに協力。
- 1946年10月1日 - 東北電影公司が東北電影製片廠と改称された後も、映画製作に協力。
- 1950年3月17日 - 東北電影製片廠の一部スタッフの上海電影製片廠への移動に随行。同廠の「美術片組」（後の上海美術映画製作所）創立に協力。この間、人形アニメーションを始める[5]。東北電影製片廠で教育宣伝映画製作のかたわら映画技術者を養成[5]。
- 1953年4月11日 - 帰国事業に則り、日本へ帰国[5]。
- 1955年 - 稲村喜一とともに「人形映画製作所」設立。電通映画社と教育映画配給社の後援を受け、スタジオを雑司ヶ谷の電通映画社現像所内に置く[6]。
- 1956年 - 日本初の人形アニメ「瓜子姫とあまのじゃく」を完成。田中喜次とともに演出した電通映画社との提携人形アニメ作品『瓜子姫とあまのじゃく』を製作。同年の人形アニメ『ちびくろさんぼのとらたいじ』がバンクーバー国際映画祭児童映画部門最高賞を受賞。
- 1960年5月 - 稲村喜一の死去により、「人形映画製作所」の活動停止[6]。のち9月、大村英之助、松本酉三とともにMOMプロダクション設立。ランキン/バス・プロダクション（英語: Rankin/Bass Productions）よりの発注でアメリカTV放映用人形アニメーションを多数製作。
- 1967年 - MOMプロダクション退社。のち、中国通信社に入社[5]。ニュース映画製作に従事する傍ら、アニメーション関連の後進の指導にあたる。
- 1999年4月1日 - 逝去。享年80。納骨は佐賀の菩提寺、本行寺と、東京多聞寺の「映画人の墓」に分骨される[3]。

## フィルモグラフィ
題名末尾の▲印は監督・演出（導演）以外のスタッフ参加作品

### 戦前・戦中
- 「アヒルの陸戦隊」▲ 13分 （芸術映画社、1940年）撮影、背景、動画
- 「アリチャン」▲ 11分 （芸術映画社、1941年）撮影、背景、動画
- 「桃太郎の海鷲」▲ 37分 （芸術映画社、1942年）技術構成、背景、撮影
- 「フクちゃんの潜水艦」 30分 （朝日映画社、1944年）脚本、撮影、演出

### 戦後・中国時代
- 「翻身年」 30秒 （東北電影製片廠、1947年） 人形操演　〔池勇 名義〕
- 「皇帝梦」 26分 （東北電影製片廠、1947年） 　撮影　〔池勇 名義〕
- 「甕中捉龞」 12分 （東北電影製片廠、1948年） 　導演（監督）　〔方明 名義〕
- 「謝謝小花猫」 14分30秒 （上海電影製片廠、1950年） 　導演（監督）　〔方明 名義〕
- 「小鉄柱」（上海電影製片廠、1951年） 　導演（監督）　特偉と共同　〔方明 名義〕
- 「小猫釣魚」 14分25秒 （上海電影製片廠、1951年）　導演（監督）　〔方明 名義〕
- 「採蘑菇」▲ （上海電影製片廠、1953年）　技術指導 〔方明 名義〕：導演（監督） 特偉
- 「梁山泊与祝英台」▲ （上海電影製片廠、1954年、劇映画）　カラー技術担当

### 帰国後・人形映画製作所時代
- 「瓜子姫とあまのじゃく」 17分 （電通映画社＝人形映画製作所、1956年）　監督
- 「五匹の子猿たち」 17分 （電通映画社＝人形映画製作所、1956年）　監督
- 「ちびくろさんぼのとらたいじ」 18分 （電通映画社＝人形映画製作所、1956年）　監督
- 「ビールむかしむかし」（電通映画社＝人形芸術プロダクション、1956年）　人形操作
- 「ちびくろさんぼとふたごのおとうと」 17分 （電通映画社＝人形映画製作所、1957年）　 監督
- 「ふしぎな太鼓」 19分 （電通映画社＝人形映画製作所、1957年）　監督　　田中善次と共同
- 「こぶとり」 13分 （電通映画社＝人形映画製作所、1957年）　監督　　田中善次と共同
- 「ぶんぶくちゃがま」 13分 （電通映画社＝人形映画製作所、1958年）　監督
- 「ペンギンぼうやルルとキキ」 17分 （電通映画社＝人形映画製作所、1958年）　監督
- 「王さまになった狐」 19分 （電通映画社＝人形映画製作所、1959年）　監督

　　※以降の監督作品はカラーフィルムにより製作

### MOMプロダクション時代
この時期は、タイトル上の役職はAnimagic〈時にSupervisor〉
- 「ピノキオの冒険」 一編5分、全130本 （ランキン/バス=MOMプロダクション、1960～1961年） 監督　※日本では1963年10月4日にフジテレビ系列のシスコ製菓（現：日清シスコ）一社提供番組『進めシスコン』で放送。当初は30分1本立てだったが、同年12月20日より『シスコン王子』との2本立てに変更した。
- 「ルドルフ 赤鼻のトナカイ(w: Rudolph the Red-Nosed Reindeer (TV special))」 55分 （ランキン/バス=MOMプロダクション、1964年） 監督　　※日本では1967年にNHKで初放映、日本版DVDも発売されている
- 「Willy McBean and his Magic Machine（英語版）」 92分 （ランキン/バス=MOMプロダクション、1965年） 監督
- 「The Daydreamer（英語版）(Andersen- fairy Tales)」 90分 （ランキン/バス=MOMプロダクション、1966年） 監督
- 「The Ballad of Smokey the Bear」 50分 （ランキン/バス=MOMプロダクション、1966年） 監督
- 「Mad Monster Party?（英語版）」 110分 （ランキン/バス=MOMプロダクション、1967年） Cinematography （撮影、実質上の監督）

### MOMプロダクション退社以降
- 「喵鳴是誰叫的？」▲ 10分30秒 （上海美術電影製片廠、1979年） 　脚本・技術指導
- 「少年と子だぬき」 13分 （童映社、原作：佐々木たづ、1992年） 　演出・技術構成

## 著書
- 『アニメーション日中交流記 持永只仁自伝』東方書店、2006年、ISBN 4497206068